# 645년

## 연호
- 당(唐) 정관(貞觀) 19년
- 신라(新羅) 인평(仁平) 12년
- 일본(日本) 다이카(大化) 원년

## 기년
- 당(唐) 태종(太宗) 19년
- 신라(新羅) 선덕여왕(善德女王) 14년
- 고구려(高句麗) 보장왕(寶臧王) 4년
- 백제(百濟) 의자왕(義慈王) 5년

## 사건
- 6월 - 제1차 고구려-당 전쟁 발발: 당나라가 고구려의 요동,백암,비사,개모성을 차례로 함락시키며 안시성으로 향함. 연개소문은 고연수, 고혜진에게 15만 병력을 주어 지원하게 하나 이들 군대마저 패배함. 그러나 안시성주의 끈질긴 항전으로 고립상태에서도 당군과 계속 싸워 이김.
- 음력 5월, 백제 의자왕은 당 태종이 친히 고구려를 정벌하면서, 신라에서 징병하였다는 것을 들었다. 그 사이를 틈타서 백제가 신라의 일곱 성을 습격하여 빼앗았더니, 신라는 장군 김유신을 보내 쳐들어 왔다.
- 7월 12일 - 왜 고토쿠 천황 즉위, 연호를 다이카로 하고 나니와(오사카)로 천도
- 음력 9월 18일 - 당 태종의 철수로 전쟁 종료.
- 동로마 제국, 이슬람에게서 알렉산드리아를 탈환하다.

## 문화
- 왜에서 센소지 창건.

## 탄생
- 신라(新羅)의 화랑(花郞) 관창(官昌)
- 발해(渤海)의 초대 태왕(太王) 고왕 대조영(高王 大祚榮)

## 사망
- 고구려(高句麗)의 무신(武臣) 고연수(高延壽)

## 참고 문헌
- 김부식 (1145), 《삼국사기》  〈권28 백제본기 제육(百濟本紀第六) 의자왕(위키문헌 번역본)〉  /(국사편찬위원회 > 한국사데이타베이스 번역본)